# Tour Panorama
La tour Panorama est un gratte-ciel résidentiel situé dans le quartier du Front de Seine, dans le 15e arrondissement de Paris, en France.